# ジェームチュク (国境警備艦・初代)
ジェームチュク(ロシア語: Же́мчугジェームチュク)は、ソ連・ロシア連邦の国境警備艦(Пограничный сторожевой корабль)である。艦名は「真珠」の意味。中国語の「珍珠」(拼音: zhēn zhū；キリル文字転写: чжэнь чжу)の音写に由来する。

## 概要
1972年3月28日、ソ連国家保安委員会(KGB)の1124 設計によって建造される工場番号第711号艦が、タタール自治ソヴィエト社会主義共和国のA・M・ゴーリキイ記念ゼレノドーリスク造船所で起工された。翌1973年1月14日には進水、1974年1月18日付けでKGBの海上国境局に登録され、第711号艦はジェームチュクと命名された。
1973年の夏には内水システムを経由してバレンツ海・コーラ湾に面したムールマンスク州クフシーンスカヤ・サルマに引き渡された。ジェームチュクは、同地において海上公試を実施した。1974年8月30日に試験が終了すると、北方国境警備艦軍事管区北西国境警備管区に配備された。
ジェームチュクは200海里排他的経済水域の警備任務に就き、コーラ半島周辺のバレンツ海で行動している。ソビエト連邦の崩壊後は所属がロシア国境軍に変更された。1995年10月4日には売却・解体のために除籍され、2月1日には解体作業が実施された。